# Trako

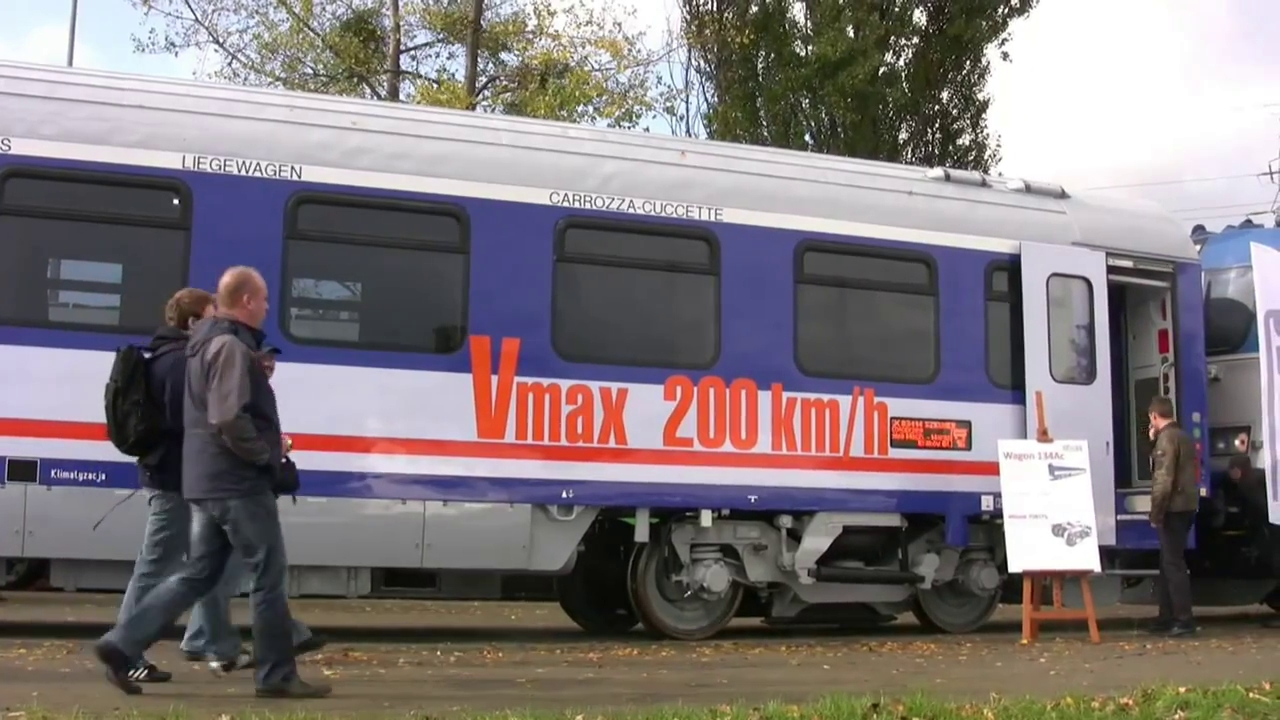
Reisezugwagen auf der Trako 2011

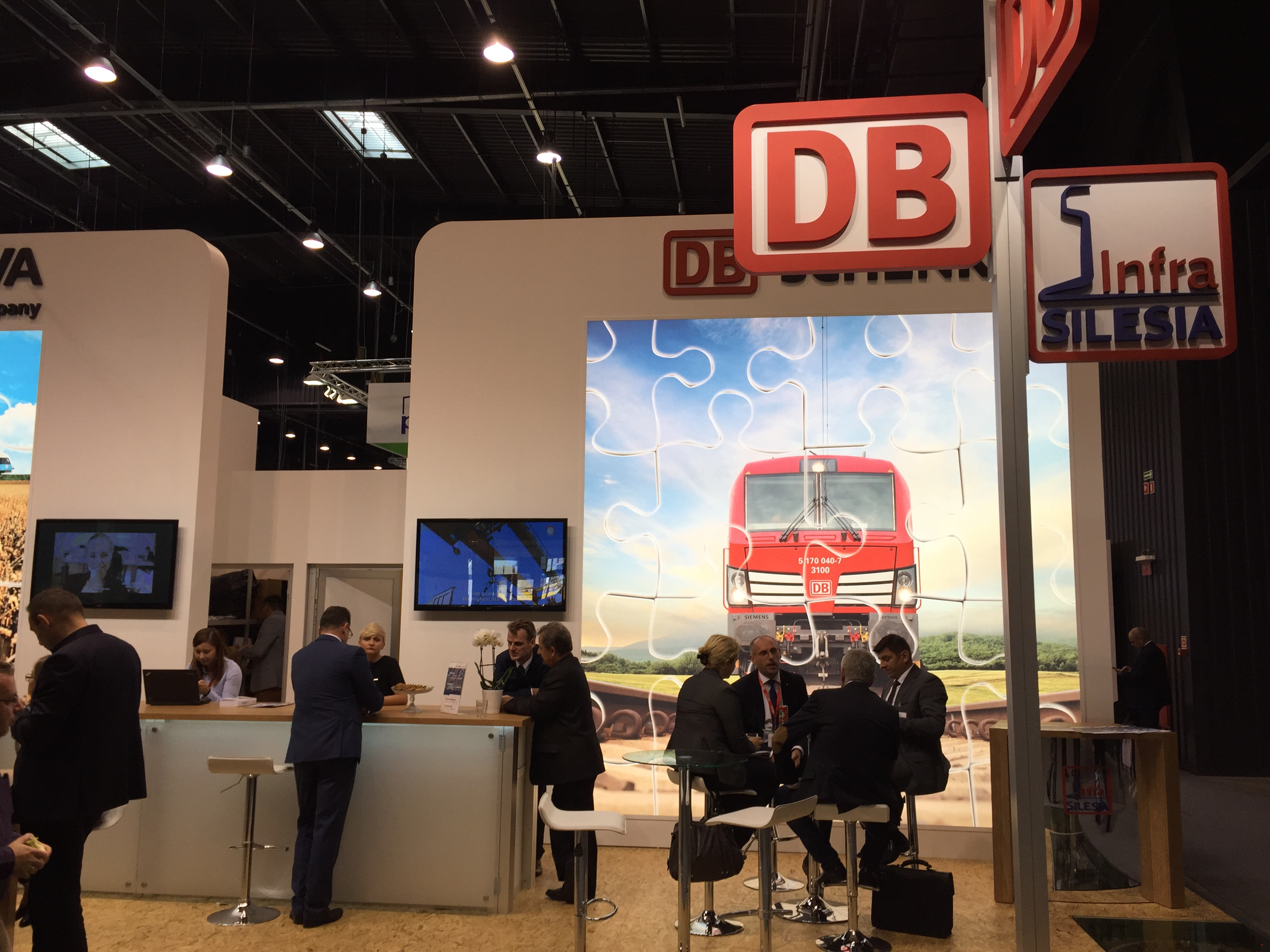
Messestand der Deutschen Bahn 2015

Die Trako ist eine alle zwei Jahre im September auf dem Messegelände Gdańsk stattfindende internationale Fachmesse für Bahn- und Verkehrstechnik.
Die Messe findet in den ungeraden Jahren statt, also im Wechsel zu der in geraden Jahren, nur 500 Kilometer entfernt stattfindenden InnoTrans. Die 16. Trako soll vom 23. bis 26. September 2025 stattfinden.
Das Messegelände befindet sich im Norden der Stadt an der Bahnstrecke Gdańsk–Nowy Port. Die 17.000 m² Ausstellungsfläche verteilen sich auf die Ausstellungshallen und das Freigelände. Von den über 600 Ausstellern im Jahr 2017 waren ein Drittel aus dem Ausland.